# 璽宇

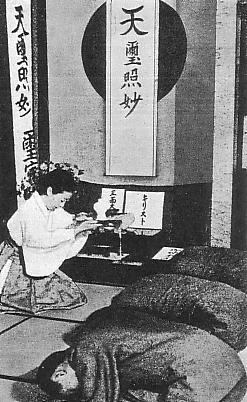
璽宇の儀式

璽宇（じう）とは、第二次世界大戦中に成立した日本の宗教団体である。「璽宇教」という表現は正しくない。

## 沿革
鉱山事業家の峰村恭平が主宰する「篁道大教」という神道系団体を母体として結成された。篁道大教は「教業一致」を掲げ、霊感を持つ義弟の峰村三夫の天啓によって鉱山開発を行い、かつ鉱山開発によって経済基盤を固めていた。そこに善隣協会の大島豊、大本系列菊花会の小田秀人、中国の新宗教世界紅卍字会の呉清源らが合流した。1941年（昭和16年）これらのグループの合流を受けて「璽宇」と名称を変更した。
しばらくして、東京蒲田で真言密教系の霊能者として活動していた長岡良子（後の璽光尊）グループも璽宇に合流した。長岡グループの信者に鉱山経営者がおり、同業者の峰村恭平に財政上の援助を申し出たことがきっかけであった。霊感を持ち、品格と威厳を有した長岡は大きな信望を集め、1943年には『真の人』という冊子を刊行した。その一方で、峰村恭平は病床に就き、義弟の鉱山経営も行き詰まり、周囲の信望を失っていった。
1945年（昭和20年）5月25日の東京大空襲で、璽宇本部として使用していた峰村邸が焼失したことで、峰村恭平は別荘がある山中湖畔に疎開することになり、教団から身を引くことになった。これにより璽宇の指導者は事実上、長岡良子となった。なお、同年2月、長岡は村への事業融資に伴うトラブルで鶴見警察に検挙されている。
1945年（昭和20年）11月15日、璽宇は発足式を開催し、再スタートした。ただし、事実上の発足は同年5月31日であった。璽宇結成後間もなく、長岡良子は「天皇の神性」は自分に乗り移ったと宣言、「天璽照妙光良姫皇尊（あまつしるすてるたえひかりながひめのすめらみこと）」（略称：璽光尊）を名乗った。しかし、結成以降「遷宮」と称して全国各地を転々とすることを余儀なくされる。独自の神示に基づく宗教的世直し構想の実現のため、宮中や皇族に参加を呼びかけるが相手にされず、璽宇は自らを世直しを代行する場所・代行者と定義し、「救世ノ総本部」「皇居」と称した。社会的アピールとして「行軍」を行い、マッカーサーへの二度の直訴を成功させている。
1946年（昭和21年）12月、璽宇皇居を石川県金沢市に「遷宮」した。天変地異が近づいたことが理由とされるが、実際には家主に住居の明け渡しを要求されたためである。この遷宮に際して、双葉山が合流した。
石川で天変地異の預言を盛んに喧伝したところ、福井大地震の影響もあり、この喧伝に動揺した住民が白米等の貴重な食料を持って訪れたという。1947年1月18日から21日にかけて、県警が璽宇皇居の家宅捜索を行い、璽光尊に出頭を求めるが拒否される。21日深夜、県警は金沢脱出を図っているとして璽宇に踏み込み、璽光尊や幹部を拘束した。取り調べの結果、璽光尊は性格異常者・妄想性痴呆として釈放された。双葉山は旧知の朝日新聞記者藤井恒男らによって、湯涌温泉に隔離され説得を受け、結局璽宇を離れた。
この事件をきっかけにして、璽宇は邪教として扱われ、璽宇皇居の転居を持ちかけた詐欺にも遭い、東京・山中湖・八戸・横浜と遷宮を繰り返した。八戸では精米を貯蔵していたため、食管法違反で取り調べを受けている。取り調べの結果、璽光尊は離婚歴がある元看護師と明らかになった。1948年11月から12月にかけて、璽宇の中心人物だった中原和子と呉清源が離脱。呉は「私には璽光尊の霊がつくようなことはなく、お気に入りにはなれませんでした」と述懐している。
1984年の璽光尊死後は、最古参幹部の勝木徳次郎が照観と名乗って教主となった。勝木によれば、少数の信者を除き、事実上の解散状態だという。

## 教団の世界観
璽宇では、人間は四つに分類されるという「人間四段階説」をとっていた。
天責者
璽宇が掲げる「世直し」を助ける存在である。全世界で30人いるとされている。
地責者
天責者を助ける存在である。全世界で3000人いるとされている。
邪霊
一般人のことで、魔霊に惑わされやすい存在とされている。
魔霊
諸悪の根源といえる存在で、全世界で3004匹いるとされている。璽宇では、その内の数匹を飼い馴らすことで、社会に害悪を流すのを防いでいるとしており、信者の何人かは「魔霊」とされている。

## 宗教活動
璽宇では璽光尊の住まいを「璽宇皇居」と称していた。「霊寿」という独自の年号を定め、「璽宇内閣」を組閣するなどしていた。
璽宇では布教を禁止していた。そのようなことをせずとも、最終的には他宗教全てが璽宇に帰依するものという考えからである。また、教団の運営費は信者の自発的な寄附に委ねられており、寄附の強要はもちろん、勧誘すらしていない。